# Stanisław Zwierzchowski
Stanisław Zwierzchowski (ur. 27 kwietnia 1880 w Śremie, zm. 11 stycznia 1940 w Stanach Zjednoczonych) – polski inżynier, projektant i budowniczy turbin, pomp i silników wodnych, profesor zwyczajny Politechniki Warszawskiej, członek Akademii Nauk Technicznych.

## Życiorys
W 1905 r. otrzymał dyplom inżyniera mechanika Wyższej Szkoły Technicznej w Berlinie-Charlottenburgu. Następnie wyjechał do Stanów Zjednoczonych, gdzie jako konstruktor turbin wodnych, został zatrudniony w firmie Allis Chalmers Co. Od 1907 r. pracował jako wykładowca, a następnie jako docent na University of Michigan w Ann Arbor. W 1912 r. otrzymał tytuł profesora zwyczajnego (Professor of Hydromechanical Engineering). W 1913 r. po przyjęciu obywatelstwa amerykańskiego, zaczął stosować skróconą wersję swojego nazwiska – Zowski. W latach 1907–1921 był akcjonariuszem „Kuryera Polskiego”, a w latach 1923-1928 pełnił rolę redaktora tego pisma.
Po zakończeniu I wojny światowej, towarzyszył Prezydentowi T. W. Wilsonowi na konferencji pokojowej w Paryżu, w charakterze eksperta od spraw polskich. W 1922 r. po powrocie do kraju, uzyskał tytuł profesora zwyczajnego i równocześnie objął kierownictwo Katedry Silników Wodnych i Pomp na Wydziale Mechanicznym Politechniki Warszawskiej. W latach 1931–1932 sprawował funkcję kuratora Akademickiego Koła Wielkopolan. Równocześnie, bo od roku 1931, objął funkcję zastępcy sekretarza Wydziału Nauk Technicznych. W latach 1933/34-1934/35 sprawował funkcję dziekana Wydziału Mechanicznego PW. Po wybuchu II wojny światowej, wraz z rodziną wyemigrował do USA.
Stanisław Zwierzchowski spoczywa na Cmentarzu w Charleston (USA).

## Stanowiska
- od 1907 r. wykładowca, docent na University of Michigan w Ann Arbor, - USA
- 1907-1921 - akcjonariusz, a w latach 1923 - 1928 redaktor „Kuryera Polskiego” – USA,
- 1912-1922 - Professor of Hydromechanical Engineering Uniwersytetu Stanowego w Michigan[3][4]
- od 1922 r. profesor zwyczajny, kierownik Katedry Silników Wodnych i Pomp na Wydziale Mechanicznym Politechniki Warszawskiej,
- od 1931 r. zastępca sekretarza Wydziału Nauk Technicznych,
- 1931-1932 kurator Akademickiego Koła Wielkopolan,
- 1933/34-1934/35 dziekan Wydziału Mechanicznego Politechniki Warszawskiej[4].

## Członkostwa
- członek Akademii Nauk Technicznych[4][3]
- od 1923 r. członek Rady Stowarzyszenia Mechaników Polskich z Ameryki[4][3]
- od 1930 r. członek Towarzystwa Naukowego Warszawskiego[4][3]

## Ważne publikacje
- Pompy, 1925
- Silniki wodne, 1925
- Turbiny wodne, 1939[3]